# Tioribougou
Tioribougou est une localité et une commune rurale malienne de l'arrondissement central de Kolokani dans le cercle de Kolokani et la région de Koulikoro.

## Villages
La commune s'étend sur 14 localités relevées lors du recensement général de 2009. 
Les villages les plus peuplés sont :
- Tioribougou (3 784 habitants) ;
- Diallan (1 917 habitants) ;
- Niara (1 457 habitants).